# Deutsche Künstler und die SS
Deutsche Künstler und die SS war eine Kunstausstellung des Reichsführers SS und des Ergänzungsamtes des SS-Hauptamtes in Breslau Anfang 1944. Die Ausstellung wurde u. a. durch eine Kunstpostkartenserie beworben. Der Katalog zur Ausstellung erschien beim Wilhelm Limpert Verlag mit einführendem Text von SS-Obergruppenführer Gottlob Berger und enthielt einen Geleitspruch von Heinrich Himmler. Der 72-seitige Katalog auf Kunstdruck-Papier enthielt 63 Abbildungen ausgestellter Kunstwerke, den Umschlag zeichnete Johannes Boehland.
Unter den ausgestellten Künstlern waren auch Laienmaler, die an der Front malten. Insgesamt wurden in der Breslauer Ausstellung 589 Exponate gezeigt. Die Ausstellung wurde drei Monate später in teilweise veränderter und neuer Zusammensetzung in Salzburg gezeigt. Auch hierzu erschien ein Katalog.

## Ausgestellte Künstler (Auswahl)
- Rudolf Agricola
- Ottomar Anton
- Buschschulte
- Arno Breker
- Albert Burkart
- Adolf Dahle
- Karl Heinz Dallinger
- Karl Diebitsch
- Franz Eichhorst
- Otto Engelhardt-Kyffhäuser
- Wilhelm Dieninghoff
- Herbert Dimmel
- Herbert Dippmann
- Carl von Dombrowski
- Rudolf Hermann Eisenmenger
- Roman Feldmeyer
- Franz Sales Gebhardt-Westerbuchberg
- Otto Geigenberger
- Hermann Geiseler
- Hanns Goebl
- SS-Kriegsberichter Graf
- Lois Gruber
- Gruber
- Hans Happ
- Walter Hartmann
- Fritz Heidingsfeld
- Albert Henrich
- Richard Heymann
- Conrad Hommel
- Theodor Kärner von der Porzellan-Manufaktur Allach
- Friedrich Wilhelm Kalb
- Hermann Kaspar, nach 1945 Kunstakademie München
- Leo Katzmeier
- Josef Woldemar Keller-Kühne
- W. Klerk
- Fritz Klimsch
- Fred Kocks
- Wilhelm Kohlhoff
- Ernst Krause
- Georg Lebrecht
- Rudolf Lipus
- Oskar Martin-Amorbach
- Sepp Meindl
- Walter Möbius
- Helmut Müller
- Paul Mathias Padua
- Erich Palmowski
- Wilhelm Petersen
- Josef Pieper
- Paul Plontke
- Carl Theodor Protzen
- Henny Protzen-Kundmüller
- Karl von Riefel[1]
- Alfred Roloff
- Wilhelm Sauter
- Hans Herbert Schweitzer (Mjölnir)
- Karl Schuster-Winkelhof
- Eduard Steiner
- Wolf Thaler
- Willi Tschech
- Richard Weckbrod
- Carl Weisgerber
- Wolfgang Willrich
- Rudolf Yelin der Jüngere, nach 1945 Kunstakademie Stuttgart

## Kataloge
- Deutsche Künstler und die SS (Katalog zur Ausstellung in Breslau 1944). Limpert, Berlin 1944[2]
- Reichsführer SS / SS-Hauptamt (Hrsg.): Deutsche Künstler und die SS. Verzeichnis der Künstler und Werke, 36 Seiten, mit 20 Abbildungen. Salzburg. Ausstellung Juni – Juli 1944. Ausstellungsleiter Karl Schuster-Winkelhof. Limpert Verlag, Berlin 1944. Herstellung Bruckmann KG, München 1944.[3]